# Balanus laevis
Balanus laevis är en kräftdjursart som beskrevs av Bruguière 1789. Balanus laevis ingår i släktet Balanus och familjen havstulpaner.

## Underarter
Arten delas in i följande underarter:
- B. l. nitidus
- B. l. laevis